# Babel Opéra
Babel Opéra is een Belgische dramafilm uit 1985 onder regie van André Delvaux.

## Verhaal
Bij de Nationale Opera zijn er repetities aan de gang voor Don Giovanni van Mozart. Rond de zangers, de acteurs en het orkest bewegen zich min of meer echte, maar vreemde personen die goed passen bij het verhaal van de opera. Ze zijn ook aanwezig bij de première.

## Rolverdeling
| Acteur                | Personage       |
| --------------------- | --------------- |
| José van Dam          | Don Giovanni    |
| Pierre Thau           | Il Commendatore |
| Ashley Putnam         | Donna Anna      |
| Stuart Burrows        | Don Ottavio     |
| Christiane Eda-Pierre | Donna Elvira    |
| Malcolm King          | Leporello       |
| Marcel Vanaud         | Masetto         |
| Patricia Schuman      | Zerlina         |
| François Beukelaers   | François        |
| Stéphane Excoffier    | Stéphane        |
| Alexandra Vandernoot  | Sandra          |
| Ben Van Ostade        | Ben             |
| Jacques Sojcher       | Verteller       |
| Karl Ernst Herrmann   | Regisseur       |
| Sylvain Cambreling    | Orkestleider    |